# (1191) Alfaterna
(1191) Alfaterna – planetoida z pasa głównego asteroid okrążająca Słońce w ciągu 4 lat i 335 dni w średniej odległości 2,89 au. Została odkryta 11 lutego 1931 roku w obserwatorium w Pino Torinese przez Luigiego Voltę. Nazwa planetoidy pochodzi od starożytnego miasta Nuceria Alfaterna założonego przez Osków około 1000 roku p.n.e. pomiędzy Pompejami i Salerno; w miejscu tym leży obecnie miejscowość Nocera Superiore, gdzie urodził się Alfonso Fresa, włoski astronom, który zaproponował tę nazwę w 1957 roku. Przed nadaniem nazwy planetoida nosiła oznaczenie tymczasowe (1191) 1931 CA.